# Josef Straßberger
Josef Straßberger (ur. 20 sierpnia 1894 w Kolbermoor, zm. 10 października 1950 tamże) – niemiecki sztangista, dwukrotny medalista olimpijski, a także mistrz świata.

## Kariera
Startował w wadze lekkociężkiej (półciężkiej – do 82,5 kg), a następnie ciężkiej (powyżej 82,5 kg). Pierwszy sukces osiągnął w 1920 roku, kiedy zdobył złoty medal w wadze lekkociężkiej na mistrzostwach świata w Wiedniu. W zawodach tych wyprzedził dwóch reprezentantów Austrii: Franza Zubę i Leopolda Hennermüllera. Rok później zdobył złoty medal w wadze ciężkiej na mistrzostwach Europy w Offenbach, wynik ten powtarzając na mistrzostwach Europy w Wiedniu w 1929 roku. W międzyczasie wystartował na igrzyskach olimpijskich w Amsterdamie w 1928 roku, gdzie zwyciężył i ustanowił nowy rekord olimpijski w wadze ciężkiej z wynikiem 372,5 kg. Wyprzedził tam Estończyka Arnolda Luhaäära i Jaroslava Skoblę z Czechosłowacji. Brał również udział w igrzyskach olimpijskich w Los Angeles w 1932 roku, gdzie w tej samej kategorii wagowej zajął trzecie miejsce. Wyprzedzili go jedynie Skobla i jego rodak, Václav Pšenička.
Był wielokrotnym medalistą mistrzostw Niemiec. Pobił sześć oficjalnych rekordów globu.